# 獐子岛镇
獐子岛镇，是中华人民共和国辽宁省大連市长海县下辖的一个乡镇级行政单位。

## 行政区划
獐子岛镇下辖以下地区：
沙包社区、东獐社区、西獐社区、大耗村、褡裢村和小耗村。